# Цинъюнь
Цинъю́нь (кит. упр. 庆云, пиньинь Qìngyún) — уезд городского округа Дэчжоу провинции Шаньдун (КНР).

## История
Уезд был образован при империи Мин в 1373 году и был подчинён области Цанчжоу (沧州) Хэцзяньской управы (河间府), а при империи Цин был передан в подчинение Тяньцзиньской управе (天津府). После Синьхайской революции вошёл в состав провинции Чжили.
В 1950 году был образован Специальный район Дэчжоу (德州专区) провинции Шаньдун, и уезд вошёл в его состав. В 1952 году была изменена граница между провинциями Хэбэй и Шаньдун, и уезд перешёл в состав Специального района Цансянь (沧县专区) провинции Хэбэй. В июне 1958 года Специальный район Цансянь был присоединён к специальному району Тяньцзинь (天津专区), а в декабре был расформирован, и уезд перешёл в непосредственное подчинение города Тяньцзинь. В 1961 году Специальный район Цансянь был воссоздан под названием Специальный район Цанчжоу (沧州专区), и уезд вновь вошёл в его состав. В декабре 1964 года опять была изменена граница между провинциями Хэбэй и Шаньдун, и уезд вновь оказался в составе Специального района Дэчжоу. В 1967 году Специальный район Дэчжоу был переименован в Округ Дэчжоу (德州地区).
Постановлением Госсовета КНР от 17 декабря 1994 года были расформированы город Дэчжоу и округ Дэчжоу, и образован городской округ Дэчжоу.

## Административное деление
Уезд делится на 1 уличный комитет, 5 посёлков и 3 волости.